# Koh Nangyuan

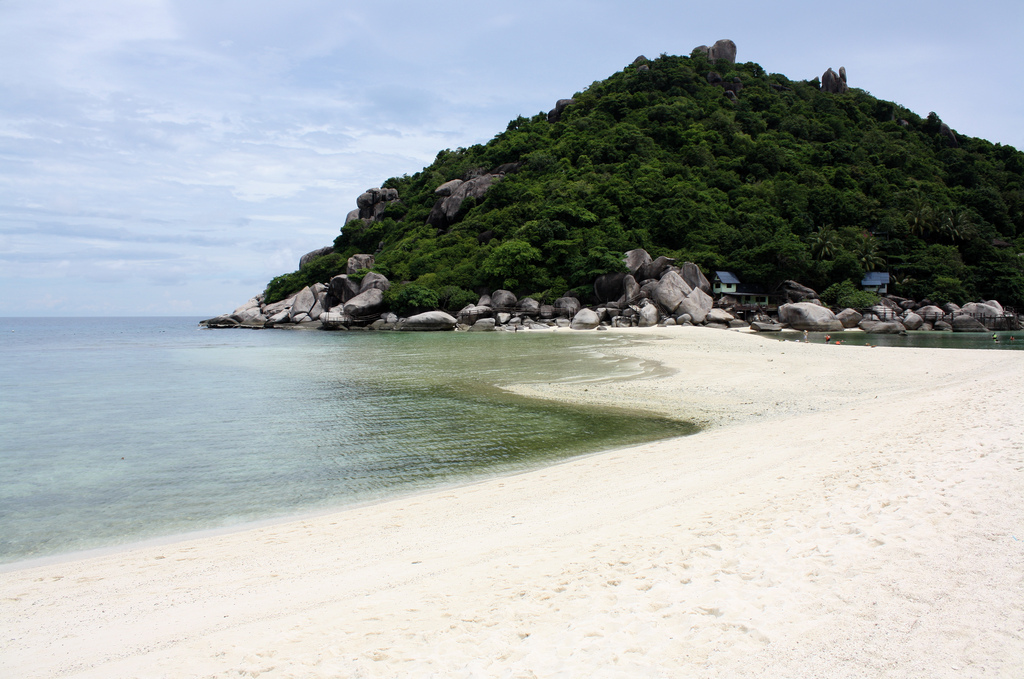
Bild från Koh Nangyuan

Koh Nangyuan är ett dykparadis i Thailand. Ön är belägen vid Koh Tao, som ligger i östra Thailand. Ön hyrs av några britter från thailändska regeringen. För att komma dit åker man båt och inträdet till ön är 20 kr. Man får inte ta med glas, plastflaskor, plast eller annat som skräpar ner naturen, vilket är den thailändaska regeringen krav på hyresmännen för att de ska få lova att hyra ön. På Koh Nangyaun finns endast två hotell, som är till för dykare. Vattnet är oerhört fint och det finns mycket liv vattnet, såväl koraller som fiskar.